# Triage Bailey
Le triage Bailey (en anglais Bailey Yard) serait la plus grande gare de triage du monde. Il appartient à la Union Pacific (UP) et sert à trier, à entretenir et à réparer des locomotives et des wagons en circulation dans l'ensemble de l'Amérique du Nord. Le triage Bailey se trouve à North Platte, au Nebraska. Son nom provient de l'ancien président de la Union Pacific, Edd H. Bailey.

## Installations
Le triage Bailey se trouve à mi-chemin entre Chicago et Salt Lake City et entre Denver et Omaha. D'une superficie de 2 850 acres (11,5 km2), il mesure plus de 8 milles (13 km) de long et 2 milles (3 km) de large. Il compte 200 voies d'une longueur totale de 315 milles (507 km), 985 aiguillages, 766 branchements, 17 voies de réception et 16 voies de départ. La Union Pacific compte à North Platte plus de 2 600 employés, dont la plupart sont chargés de l'exploitation quotidienne du triage Bailey.
En moyenne, 139 trains et plus de 14 000 wagons par jour passent par le triage Bailey, qui trie environ 3 000 wagons par jour grâce à ses deux buttes. La butte des circulations à destination de l'est mesure 34 pieds (10 m) de haut, et celle des circulations en direction de l'ouest, 20 pieds (6 m). Elles servent à trier quatre wagons à la minute et à les diriger vers l'une des 114 voies de triage, dont 49 sont pour les trains à destination de l'ouest et 65 pour ceux à destination de l'est. Les voies de triage servent à former des trains à destination de toute l'Amérique du Nord : l'est, l'ouest et la côte sud des États-Unis, le Canada et le Mexique.
Le triage comprend aussi un centre d'approvisionnement en carburant et d'entretien qui traite plus de 8 500 locomotives par mois, un atelier de réparation qui peut traiter 750 locomotives par mois et un atelier de réparation de matériel remorqué qui s'occupe de près de 50 wagons par jour. Cet atelier remplace 10 000 essieux par an. Le triage est équipé d'un détecteur de défauts de roues en mouvement que la Union Pacific a mis au point pour inspecter chaque roue à l'ultrason. Ce détecteur est unique au monde, La UP a aussi mis au point une méthode pour que trois ouvriers puissent changer sur place les bogies des trains à charbon vides à destination de l'ouest après avoir placé un vérin hydraulique sous les attelages. Grâce à cette méthode, le temps de remplacement des bogies, qui pouvait atteindre 12 jours, n'est plus que de 8 à 12 minutes.
Les locomotives peuvent être entretenues dans une installation qui ressemble à un stand de ravitaillement de course NASCAR et où cinq employés (un électricien, un machiniste, un aide-mécanicien, un graisseur et un visiteur de matériel remorqué) en assurent l'entretien en 45 minutes sans les dételer.
En raison de l'énorme quantité de produits qui passent par le triage Bailey, la Union Pacific voit dans ce dernier un « baromètre économique des États-Unis ».

## Histoire
North Platte fut d'abord dessinée en ville ferroviaire par l'ingénieur en chef Grenville M. Dodge, qui choisit l'endroit en raison de la disponibilité d'une bonne eau à proximité et de la distance qui le séparait de Grand Island (Nebraska). Elle reçut son premier train en 1866. Dodge construisit alors de grands ateliers et des locaux pour le personnel. En 1867, des services de ligne principale commencèrent à passer par cette ville. Le premier triage était une cour de triage en palier comptant 20 voies.
Buffalo Bill situa son Scout's Rest Ranch à North Platte parce qu'il pouvait ainsi transporter assez vite son Wild West Show par train dans l'ensemble des États-Unis. De 1941 à 1946, la cantine de North Platte (en) servit des aliments cuits au four et des rafraîchissements à plus de six millions de militaires pendant l'arrêt de 10 minutes qui ponctuait leur transport dans l'ensemble des États-Unis. Après 105 ans, le service voyageurs fut abandonné en 1971.
North Platte devint pour la UP un nœud ferroviaire où les trains étaient triés, les équipes de train se relayaient et l'entretien et la réparation du matériel roulant étaient effectués. Le triage Bailey fut transformé en 1948 en triage à butte de 42 voies. Un autre triage à butte de 64 voies s'y ajouta en 1968, un atelier des Diesel en 1971, et un atelier de matériel remorqué, en 1974. En 1980, le triage à butte de 1948 fut remplacé par un nouveau triage de 50 voies.
En 1995, grâce à son étendue, le triage Bailey fut reconnu le plus grand triage du monde dans le Livre Guinness des records. Il apparut dans l'épisode « Freight Trains » (trains marchandises) de Modern Marvels (en) (merveilles modernes) sur le canal History.

## Traduction
- (en) Cet article est partiellement ou en totalité issu de l’article de Wikipédia en anglais intitulé « Bailey Yard » (voir la liste des auteurs).